# Bioacumulação
A bioacumulação é um processo que ocorre quando um composto químico, um elemento químico ou um isótopo se acumulam em elevadas concentrações nos organismos de níveis tróficos mais baixos.
O processo pode ocorrer de forma direta, efetuada diretamente a partir do meio ambiente, ou indireta, quando ocorre por meio de alimentação, frequentemente de forma simultânea, em especial em ambientes aquáticos. A exposição de um ser vivo aquático a uma água contaminada por metais pesados pode provocar a absorção pelo organismo, entrando assim nos seus tecidos, e posteriormente, ao servir de alimento a seres de um nível trófico mais elevado, contaminará esse outro organismo, fazendo com que o contaminante suba na cadeia alimentar. A contaminação da cadeia alimentar provoca um aumento da concentração do contaminante a cada nível trófico, designando-se o processo por bio-magnificação.
A cadeia alimentar é constituída de três principais níveis tróficos: os produtores, os consumidores e os decompositores. Os produtores são representados pelos seres vivos autótrofos, ou seja, são capazes de produzir seu próprio alimento, como vegetais, algas e cianobactérias. Os segundos, são os que consomem os produtores (por isso são heterótrofos geralmente), e podem ser classificados em consumidores primários, que se alimentam de produtores, consumidores secundários, que se alimentam de consumidores primários e consumidores terciários, que se alimentam de consumidores de segunda ordem. Por fim, os decompositores, que consomem resíduos de vegetais e animais mortos e encerram o ciclo devolvendo nutrientes ao meio.
Nesse ciclo, os produtores podem assimilar pequenas quantidades de substâncias tóxicas dispersas no ambiente, o que pode não ser, necessariamente, tóxico para eles. No decorrer da cadeia, os produtores são consumidos por herbívoros e a quantidade de substância tóxica assimilada no início permanecerá no seu organismo, uma vez que, tal substância não pode ser metabolizada. E assim segue o ciclo: um ser vivo consome outro e os poluentes vão se acumulando na cadeia alimentar. Portanto, os seres que mais sentem os efeitos desse acúmulo são os consumidores terciários, pois ingerem muito mais poluentes do que todos os outros participantes da teia.
Dos poluentes não biodegradáveis que se acumulam ao longo da cadeia, merecem destaque os metais pesados, como o mercúrio, o chumbo e o cádmio, elementos frequentemente presentes em processos industriais, no lixo eletrônico e garimpos irregulares (mercúrio). Também contribuem para a magnificação biológica os compostos organoclorados, como o DDT e o HBC (inseticidas), além de compostos como cloreto de vinila (monômero do PVC), que são substâncias muito usadas na indústria, principalmente na produção de plásticos e insumos agrícolas, e os organofosforados, também utilizados na produção de pesticidas e são altamente tóxicos. O uso de muitas dessas substâncias como o DDT, já foi proibido por vários países, e tiveram seu uso controlado pela  Convenção de Estocolmo sobre os Poluentes Orgânicos Persistentes, exatamente devido ao alto teor de toxidez.

Os seres humanos, por serem consumidores terciários, têm sua saúde exposta a sérios riscos, em se tratando de bioacumulação. Nos tecidos humanos, essas substâncias tóxicas podem provocar uma gama de doenças como diversos tipos de cânceres, lesões hepáticas e pulmonares, esterilidade, danos aos sistemas nervoso e muscular, doenças de pele, distúrbios renais, danos à medula óssea, e outras complicações.